# توره میکلسن
توره میکلسن (انگلیسی: Thore Michelsen; ۱۰ مهٔ ۱۸۸۸ – ۱۷ مهٔ ۱۹۸۰) قایقران روئینگ اهل نروژ بود.